# 玛丽安·巴德
玛丽安·埃德加·巴德（英語：Mariann Edgar Budde，1959年12月10日—）美国圣公会教长，自2011年11月起任华盛顿主教，是华盛顿历史上首位女性牧师，此前曾在明尼阿波利斯任职18年。2025年美國總統就職典禮后，巴德在华盛顿国家座堂布道时请求总统特朗普仁慈地对待脆弱的群体。